# Adam Daghim
Adam Daghim (Kopenhagen, 28 september 2005) is een Deens-Palestijns voetballer die doorgaans speelt als aanvaller. In augustus 2023 verruilde hij Aarhus GF voor Red Bull Salzburg.

## Clubcarrière
Daghim speelde in de jeugdopleiding van FC Kopenhagen en verkaste in 2021 naar die van Aarhus GF. Voor deze club maakte hij op 3 april 2022 zijn professionele debuut, toen in de Superligaen met 0–0 gelijkgespeeld werd tegen Vejle BK. Tijdens deze wedstrijd viel hij in en met zestien jaar, zes maanden en zes dagen werd hij de jongste speler uit de clubgeschiedenis. Na zijn debuut tekende Daghim zijn eerste profcontract.
Na twee seizoenen met telkens drie competitiewedstrijden maakte Daghim voor een bedrag van circa drie miljoen euro de overstap naar Red Bull Salzburg, waar hij zijn handtekening zette onder een verbintenis voor de duur van drie seizoenen. De aanvaller werd direct gestald bij satellietclub FC Liefering. Tijdens de tweede seizoenshelft maakte hij zijn debuut voor het eerste van Red Bull Salzburg. Hierin kwam hij meer aan spelen toe vanaf het seizoen 2024/25. Tijdens die jaargang debuteerde hij ook in de UEFA Champions League, waarin hij tweemaal tot scoren kwam.

## Clubstatistieken
| Seizoen | Club              | Competitie  | Competitie | Competitie | Beker | Beker | Internationaal | Internationaal | Totaal | Totaal |
| Seizoen | Club              | Competitie  | Wed.       | Dlp.       | Wed.  | Dlp.  | Wed.           | Dlp.           | Wed.   | Dlp.   |
| ------- | ----------------- | ----------- | ---------- | ---------- | ----- | ----- | -------------- | -------------- | ------ | ------ |
| 2021/22 | Aarhus GF         | Superligaen | 3          | 0          | 0     | 0     | —              | —              | 3      | 0      |
| 2022/23 | Aarhus GF         | Superligaen | 3          | 0          | 1     | 0     | —              | —              | 4      | 0      |
| 2023/24 | Aarhus GF         | Superligaen | 3          | 0          | 0     | 0     | 1              | 0              | 4      | 0      |
| 2023/24 | Red Bull Salzburg | Bundesliga  | —          | —          | —     | —     | —              | —              | —      | —      |
| 2023/24 | → FC Liefering    | Erste Liga  | 22         | 6          | —     | —     | —              | —              | 22     | 6      |
| 2023/24 | Red Bull Salzburg | Bundesliga  | 1          | 0          | 0     | 0     | 0              | 0              | 1      | 0      |
| 2024/25 | Red Bull Salzburg | Bundesliga  | 21         | 1          | 4     | 2     | 11             | 2              | 36     | 5      |
| Totaal  | Totaal            | Totaal      | 53         | 7          | 5     | 2     | 12             | 2              | 70     | 14     |

Bijgewerkt op 26 maart 2025.